# Jean Rogers
Pour les articles homonymes, voir Rogers.

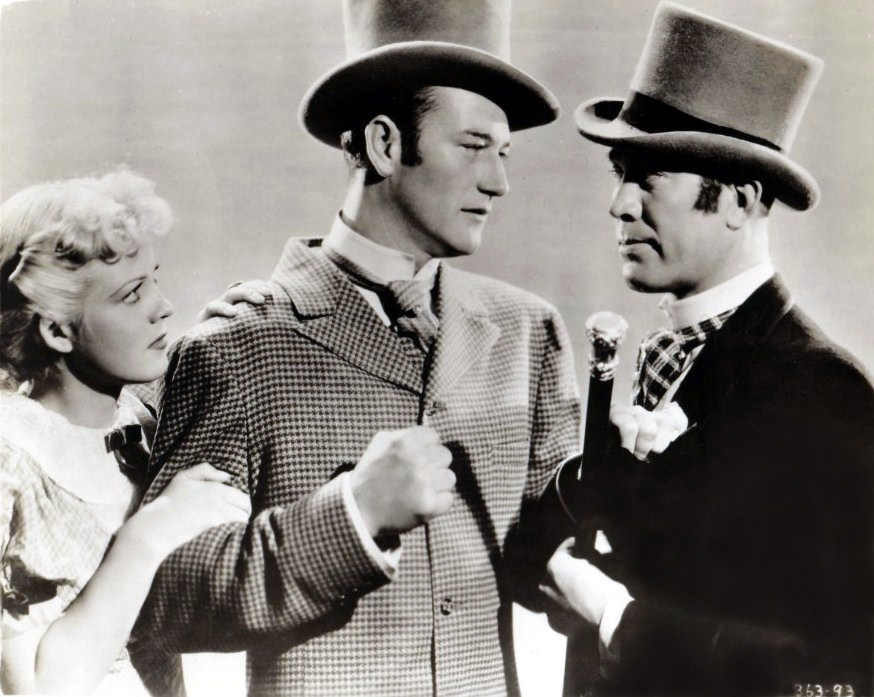
De g. à d. : Jean Rogers, John Wayne et Ward Bond, dans Conflict (1936, photo promotionnelle)

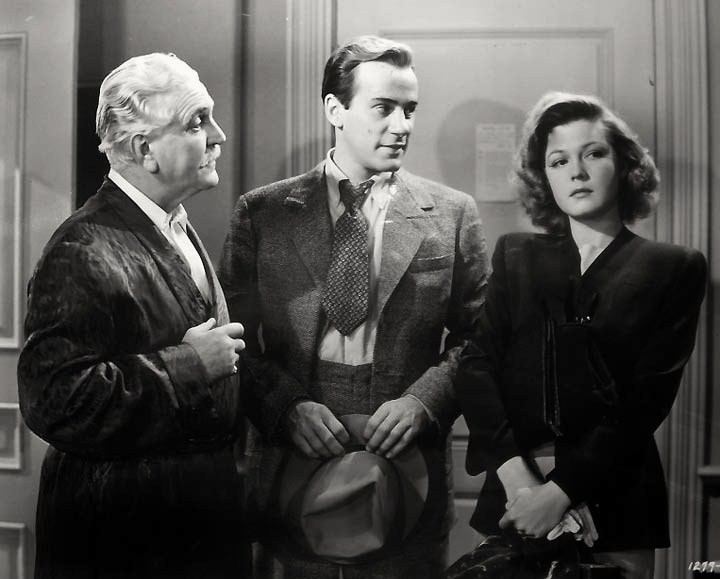
De g. à d. : Frank Morgan, Richard Carlson et Jean Rogers, dans A Stranger in Town (1943)

Jean Rogers, de son vrai nom Eleanor Dorothy Lovegren, est une actrice américaine née le 25 mars 1916 à Belmont (Massachusetts), morte le 24 février 1991 à Sherman Oaks, District de Los Angeles (Californie). Actrice dans des films à petit budget, elle n'a pas été une star de premier plan. 

## Biographie
Née d'un père immigré de Suède, elle remporte à 17 ans un concours de beauté parrainé par les studios Paramount en 1933, qui lui ouvre les portes de Hollywood. Entre 1935 et 1938, elle tourne six serials, dont Flash Gordon (1936) et Flash Gordon's Trip to Mars (en) (1938), aux côtés de Buster Crabbe dans le rôle-titre (elle-même personnifiant Dale Arden). Puis elle est chorus girl (un petit rôle non crédité), dans le film musical Prologue de Lloyd Bacon et Busby Berkeley, sorti en 1933. 
Après avoir été abandonnée par la MGM, elle continue à travailler en indépendant, se partageant entre plusieurs studios (dont la Fox, la MGM et Universal). Elle contribue en tout à seulement cinquante-cinq films américains, le dernier étant La Deuxième Femme (The Second Woman (en), 1950) de James V. Kern, avec Robert Young et Betsy Drake. L'année suivante, à l'âge de 35 ans, elle prend sa retraite. 
Parmi ses autres films notables, l'on peut citer : Hôtel pour femmes (1939) de Gregory Ratoff, avec Ann Sothern et Linda Darnell ; L'Odyssée des Mormons (1940) d'Henry Hathaway, avec Dean Jagger, Tyrone Power et Linda Darnell, et Design for Scandal (1941) de Norman Taurog, avec Rosalind Russell et Walter Pidgeon.
Jean Rogers est mariée à Dan Winkler de 1943 à ⁠1970. Elle meurt en 1991 à la suite d'une opération chirurgicale, à l'âge de 74 ans.

## Filmographie partielle
- 1933 : Prologues (Footling Parade) de Lloyd Bacon et Busby Berkeley (non créditée)
- 1934 : Eight Girls in a Boat de Richard Wallace (non créditée)
- 1935 : Manhattan Moon de Stuart Walker
- 1935 : Stormy, le roi de la prairie (Stormy) de Lew Landers
- 1935 : Tailspin Tommy in The Great Air Mystery de Ray Taylor (serial)
- 1936 : The Adventures of Frank Merriwell de Clifford Smith et Lew Landers (serial)
- 1936 : Mysterious Crossing d'Arthur Lubin
- 1936 : Ace Drummond de Ford Beebe et Clifford Smith (serial)
- 1936 : Don't Get Personal de William Nigh
- 1936 : Conflit (Conflict) de David Howard
- 1936 : Flash Gordon de Frederick Stephani et Ray Taylor (serial)
- 1937 : Alerte la nuit (Night Key) de Lloyd Corrigan
- 1937 : Secret Agent X-9 de Ford Beebe et Clifford Smith (serial)
- 1937 : When Love is Young d'Hal Mohr
- 1937 : The Wildcatter de Lewis D. Collins
- 1938 : Flash Gordon's Trip to Mars de Ford Beebe et Robert F. Hill (serial)
- 1938 : L'Heure accuse (Time Out for Murder) de H. Bruce Humberstone
- 1938 : Always in Trouble de Joseph Santley
- 1939 : Hôtel pour femmes (Hotel for Women) de Gregory Ratoff
- 1939 : Heaven with a Barbed Wire Fence de Ricardo Cortez
- 1940 : The Man who wouldn't talk de David Burton
- 1940 : Charlie Chan in Panama de Norman Foster
- 1940 : L'Odyssée des Mormons (Brigham Young) de Henry Hathaway
- 1940 : Yesterday's Heroes (it) de Herbert I. Leeds
- 1941 : Évitons le scandale ! (Design for Scandal) de Norman Taurog
- 1941 : Let's Make Music de Leslie Goodwins
- 1942 : The War Against Mrs. Hadley d'Harold S. Bucquet
- 1942 : Sunday Punch de David Miller
- 1942 : Dr. Kildare's Victory (en) de W. S. Van Dyke
- 1942 : Pacific Rendezvous de George Sidney
- 1943 : Swing Shift Maisie de Norman Z. McLeod
- 1943 : A Stranger in Town de Roy Rowland
- 1943 : La Bête (Whistling in Brooklyn) de S. Sylvan Simon
- 1945 : Rough, Tough and Ready de Del Lord
- 1945 : The Strange Mr. Gregory de Phil Rosen
- 1946 : Gay Blades (en) de George Blair
- 1946 : Hot Cargo de Lew Landers
- 1947 : Blacklash d'Eugene Forde
- 1948 : Fighting Back de Malcolm St. Clair
- 1950 : La Deuxième Femme (The Second Woman) de James V. Kern